# Gloria Conyers Hewitt
Gloria Conyers Hewitt   (Sumter, 26 d'octubre de 1935) és una matemàtica estatunidenca. Fou la quarta dona afroamericana que es va doctorar en matemàtiques. Els seus principals interessos d'investigació han estat la teoria de grups i l'àlgebra abstracta. Fou la primera dona afroamericana a presidir un departament de matemàtiques als Estats Units.

## Primers anys i educació
Hewitt va néixer el 26 d'octubre de 1935 a Sumter, Carolina del Sud Va ingressar a la Universitat Fisk el 1952 i es va graduar el 1956 amb una llicenciatura en educació matemàtica secundària. El cap del departament, Lee Lorch, amb qui va treballar Hewitt durant dos anys, va recomanar Hewitt a dues escoles, sense que ella se n'assabentés. Per tant, en el seu darrer any, a Hewitt se li va oferir una beca de la Universitat de Washington sense sol·licitar-la. Va rebre el seu doctorat en matemàtiques el 1962 per la Universitat de Washington, amb una tesi sobre "Límits directes i inversos de les àlgebres abstractes" (va completar els seu màster el 1960).

## Carrera
El 1961, Hewitt es va incorporar a la facultat de la Universitat de Montana. El 1966 es va convertir en titular i va ascendir a professora associada, després el 1972, a professora titular. El 1995, va ser elegida cap del Departament de Ciències Matemàtiques.Va ocupar aquest càrrec fins que es va retirar el juny de 1999, amb el títol de professora emèrita.
Mentre era professora a la Universitat de Montana, va participar en diverses altres organitzacions. Va formar part del consell executiu de la societat d'honor matemàtic, Pi Mu Epsilon. Va ocupar la presidència del comitè que escriu preguntes per a la secció de matemàtiques dels GREs. Hewitt també fou consultora del professorat per a l'examen de càlcul Advanced Placement. El 1995 se li va atorgar un certificat d'agraïment ETS després de dotze anys de servei.
Hewitt va formar part de la Junta de Govern de l'Associació Matemàtica d'Amèrica.
Era coneguda per molts motius matemàtics, però sobretot per ser una de les tres primeres dones negres a obtenir un premi de matemàtiques.
Els treballs de Hewitt se centren en dues àrees matemàtiques: l'àlgebra abstracta i la teoria de grups. Té vuit treballs de recerca publicats i vint-i-una conferències inèdites.
Hom podria esperar que Hewitt haurà hagut d'afrontar, al llarg de la seva vida, molts obstacles racials i de gènere; no obstant això, en una entrevista personal, va afirmar que no sentia que hi hagués hagut cap incidència racial a la seva carrera que tingués un efecte perjudicial en els seus estudis. Tanmateix, va escriure un article als Annals of the New York Academy of Sciences, titulat "The Status of Women in Mathematics". Hewitt ha dit que "alguns dels meus companys de postgrau van fer tot el que van poder per ajudar-me i animar-me. Em van incloure en la majoria de les seves activitats. Sé que aquesta situació no era la norma per a molts negres que estudiaven matemàtiques, però vaig tenir la sort d'estar al lloc adequat en el moment adequat".

## Premis i reconeixements
Se li va atorgar la prestigiosa beca de post-doctorat de la National Science Foundation. Va ser elegida membre del consell de govern de l'Associació Matemàtica d'Amèrica. Els seus èxits també li han valgut el reconeixement de Mathematically Gifted & Black om a homenatjada del Black History Month 2018.

## Publicacions seleccionades
- Gloria Conyers Hewitt and Francis T. Hannick (1989), "Characterizations of generalized Noetherian rings," Acta Math. Hungar. 53, 61–73. 16A90 (16A33, 16A52)
- Gloria Conyers Hewitt (1978), "A one model approach to group theory," Report, Universitat de Montana.
- Gloria Conyers Hewitt (1979), "Emmy Noether’s notions of finiteness conditions—revisited," Informe, Universitat de Montana.
- Gloria Conyers Hewitt (1967), "Limits in certain classes of abstract algebras," Pacific J. Math. 22, 109–115. 08.10
- Gloria Conyers Hewitt (1979), "On ℵ-noetherian conditions," Notices of the American Mathematical Society. 26: A-55.
- Gloria Conyers Hewitt (1963), "The existence of free unions in classes of abstract algebras," Proc. Amer. Math. Soc. 14, 417–422. 08.30
- Gloria Conyers Hewitt (1979), "The status of women in mathematics," Annals of the New York Academy of Science. 323
- Gloria Conyers Hewitt (1971), "Women in mathematics," Mensual, MAA, novembre del 1971